# Улица Ляпунова (Москва)
Улица Ляпуно́ва — небольшая улица в Юго-Западном административном округе города Москвы. Расположена между Ленинским проспектом и улицей Вавилова параллельно улицам Бардина и Губкина. Нумерация домов начинается от Ленинского проспекта. Жилых домов на улице нет.

## Происхождение названия
Названа 17 февраля 1958 года в честь русского математика Александра Михайловича Ляпунова.
Мемориальная доска не сохранилась.

## История
Улица возникла в 1956 году между II и III кварталами Юго-Западного района на территории, отведённой для строительства институтов Академии наук СССР. В первые годы существования эта территория называлась посёлок имени Губкина.

## Здания и сооружения
По нечётной стороне:
- № 1/49 — территория Института металлургии и материаловедения имени А. А. Байкова РАН (1950)
- № 5 — Институт биологии гена РАН
- № 7/34 — Институт проблем экологии и эволюции имени А. Н. Северцова РАН

По чётной стороне:
- № 2/51 — Институт точной механики и вычислительной техники имени С. А. Лебедева РАН (1941)